# サラ・エリザベス・グッド

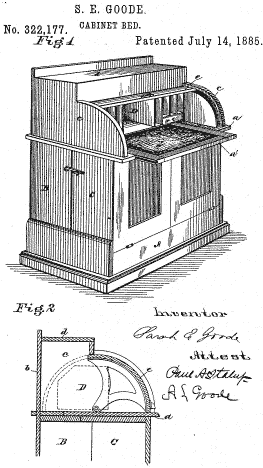
「折りたたみ式ベッドキャビネット」の特許の内容

サラ・エリザベス・グッド（英語: Sarah Elisabeth Goode、1855年 - 1905年4月8日）は、アメリカ合衆国の実業家、発明家。アフリカ系アメリカ人として米国内で初めて特許を取得した者として知られている。略はサラ・E・グッド（Sarah E. Goode）。

## 経歴
生い立ちについてはその詳細が知られていない。オハイオ州トレドで生まれ、当初サラ・エリザベス・ジェイコブスと名乗っていた。1870年にイリノイ州シカゴに移住し結婚し、子供をもうけたとされている、その後夫とともに家具店を営んだ。同地で50歳で死去した。

## 折り畳み式ベッドの発明
家具店に訪れる客の多くは、部屋内に家具を多く設置できない小さなアパートに住む労働者階級であった。また当時ニューヨーク市では建造物の高さを80フィート以下に制限する法律があり、長屋も25フィートかける100フィートの敷地に面積が制限されていた。客からそうした問題を聞き、折りたたむとデスクになるキャビネット型のベッドで、また文具なども収納できる機能を備えたベッドを設計した。とくに、ベッドを簡単に持ち上げて固定できるよう、折りたたみ時の重量の均衡をとること、ベッドを広げた際、ベッドの中心を補助的に支えることに重点を置いた。こうして1885年、折りたたみ式ベッドが発明され、アメリカ初のアフリカ系アメリカ人として特許を取得した。この発明は、現代のマーフィーベッドに通じている。

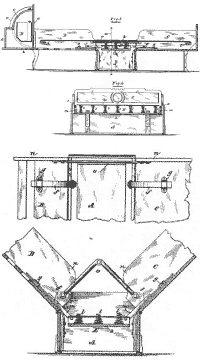
特許を取得したキャビネットベッド